# 鄭棡
鄭棡（越南语：／；1686年7月9日—1730年1月16日）是越南後黎朝的重要政治人物，也是鄭氏政權的第七代領袖（1709年－1729年），封號安都王（越南语：／）。

## 生平

### 早年經歷
鄭棡是鄭根曾孫，鄭柄第二子，正和七年五月十九日（1686年7月9日），鄭棡出生。正和二十一年（1700年），初封副將普安侯。正和二十三年（1702年）底，鄭棡父親去世，加封鄭棡為副將普郡公。旋即於次年（1703年）正月，晉封為欽差節制各處水步諸營兼總政機太尉安國公，開理國府。永盛五年（1709年），鄭根逝世，鄭棡嗣位，晉封為元帥總國政安都王。
永盛十年（1714年），鄭棡晉封為大元帥總國政上師安王。永盛十六年（1720年），再晉封為大元帥總國政上師尚父威仁明功聖德安王。

### 執政時期
鄭棡執政期間，依舊與阮氏保持和平，並試圖繼續進行鄭根的改革政策。為了保護失去土地的農民，他制定了許多關於財政、軍事、司法、科舉方面的新政策，包括設立武學所和武舉，均定科派丁田、頓革科舉陋習、重新丈量田地等等。但他的改革卻造成了一些內亂，不過史書仍稱在他治下「是時，承太平之業，兵革不試，宇內無事，朝廷多所制作，法度大備，紀綱畢張，殊方納款，上國歸地，號稱極盛之世」。
鄭棡試圖通過立法來解決這一困境。他試著限制私人擁有土地，重新分配各村莊的土地。但不僅沒有任何成效，這個問題反而在接下來的十年裡更加嚴重了。歷史學家Bruce Lockhart認為，鄭根與鄭棡所制定的改革政策，雖然使鄭氏政權更加強大，但是加重了百姓的負擔。這導致了越南北方百姓對鄭氏政權領袖統治者仇恨的不斷加深，另一方面，鄭氏政權由於其不利的地理位置無法對外擴張，但人口卻不斷增長，這導致了失去土地的農民越來越多。與此同時，南方的阮氏因不斷向南擴張領土而蒸蒸日上。
鄭棡執政期間推廣佛教，廣建佛塔，同時對基督教的活動進行限制。永盛八年（1712年），鄭棡下令禁止其轄境內的百姓信仰基督教。這一法令依然如以前鎮壓基督教的法令一樣沒有任何實質效果。
在和黎朝皇室的關係上，儘管鄭棡在位期間正式設立「六番」架空了朝廷，但其在儀制上最初表現得比較尊重帝室，例如他曾以「黄色乃天子之服」拒絕了群臣請用黄色服的僭越請求，而是決定只用紫色服，以示「推尊我皇上」，其又在代替生病的黎裕宗祭天時拒絕用皇帝儀制，史稱「中外皆感悅，稱尊扶盛德」。但後來為了鞏固權勢，鄭棡扶持了出自鄭氏后妃的皇次子黎維祊而廢立了皇長子黎維祥，并在保泰十年（1729年）廢黜了黎裕宗，直接擁立黎維祊為帝，改元永慶。

### 病歿去世
永慶元年十一月二十八日（1730年1月16日），鄭棡病逝，壽四十四歲，鄭杠嗣位。諡號為懿略，廟號僖祖（越南语：／），尊封為仁王（越南语：／）。歷代累加美字為溫穆莊肅寬裕徽濬經文緯武洪謨大略垂統憲天神謀睿算闢國開彊耀武宣威輯鄰和夏振綱陳紀和衷迓衡仁王。

## 家族
- 父：睿祖晉光王鄭柄
- 母：慈宣太妃張氏玉楮（Trương Thị Ngọc Chử）[1][2]
- 養母：阮氏暠（Nguyễn Thị Cảo）

- 妃：
  - 慈德太妃武氏玉源（Vũ Thị Ngọc Nguyên，即昭媛武氏）[1][2]
  - 慈貞次妃陳氏玉琰[2]
  - 慈淑次妃陳氏玉嬪，慈貞次妃妹[2]
- 子：
  - 裕祖順王鄭（一作「鄭橿」）[11]
  - 壽郡公鄭檔[2]
  - 福郡公鄭(木莊)[2]
  - 毅祖恩王鄭楹[2]
  - 鄉郡公鄭橋[12][2]
  - 輝郡公鄭槢[2]
  - 嚴郡公鄭𣏜[2]
- 女：[2]
  - 太長公主鄭氏玉椐（嫁讓郡公張涯）
  - 郡主鄭氏玉㮒（嫁昏德公黎維祊）
  - 郡主鄭氏玉棰（嫁泳郡公鄧廷鑑）
  - 郡主鄭氏玉樻（嫁祿壽侯黎時祿）
  - 郡主鄭氏玉楅（嫁敦忠侯阮性）
  - 郡主鄭氏玉(木如)（先嫁質武侯張廷質，後嫁芳淇侯吳福浤）
  - 郡主鄭氏玉栒（嫁達武侯阮嘉琚）
  - 郡主鄭氏玉栯（嫁信忠侯阮熙載）

## 腳註
1. ↑  〈鄭氏世家〉原文作「黎熙宗丙寅永治十二年五月十九日誕生。」，惟永治並無十二年，而黎熙宗丙寅年為正和七年。